# إيجل فيرنر إريشسن
إيجل فيرنر إريشسن هو سياسي نرويجي، ولد في 4 أكتوبر 1901، وتوفي في 3 مارس 2000. نشط حزبياً في حزب المحافظين. وقد انتخب نائب عضو برلمان النرويج ‏ عن دائرة أوسلو ‏ وقد انضم خلال فترته النيابية ‏ (1954 – 1957) للكتلة البرلمانية حزب المحافظين.